# Bazarella pilosa
Bazarella pilosa är en tvåvingeart som beskrevs av Wagner 2003. Bazarella pilosa ingår i släktet Bazarella och familjen fjärilsmyggor. Inga underarter finns listade i Catalogue of Life.